# The Royal Tenenbaums
 The Royal Tenenbaums és una film nord-americà dirigit per Wes Anderson i estrenada el 2001. Escrita per Wes Anderson i Owen Wilson.

## Argument
Per a tornar amb la seva família, Royal Tenenbaum fa creure a la seva ex-dona i als seus fills que està afectat d'un mal incurable i que no li queden més que unes setmanes de vida.

## Repartiment
- Gene Hackman: Royal Tenenbaum
- Anjelica Huston: Etheline Tenenbaum
- Gwyneth Paltrow: Margot Tenenbaum
- Ben Stiller: Chas Tenenbaum
- Luke Wilson: Richie Tenenbaum
- Owen Wilson: Eli Cash
- Danny Glover: Henry Sherman
- Bill Murray: Raleigh St Clair
- Alec Baldwin: narrador
- Seymour Cassel: Dusty
- Kumar Pallana: Pagoda
- Grant Rosenmeyer: Ari Tenenbaum
- Jonah Meyerson: Uzi Tenenbaum
- Stephen Lea Sheppard: Dudley Heinsbergen

### Llocs de rodatge
Les escenes exteriors estan molt filmades a Nova York. Ha estat fet tanmateix perquè no aparegui. Per exemple, amagant l'Estàtua de la Llibertat col·locant els actors al davant.

### Banda original i destins tràgics
En un principi, el director Wes Anderson desitjava obrir la pel·lícula amb el cèlebre Hey Jude dels Beatles. La mort del guitarrista George Harrison li va impedir negociar els drets de la cançó. Va pensar llavors en Elliott Smith. Desgraciadament, els problemes de droga i la depressió, que patia el cantant el 2001, van obligar el director a confiar-ho a la Mutato Muzika Orchestra.
Elliott Smith marca tanmateix la banda original de la pel·lícula pel seu «Needle in the Hay», que figurava en el seu segon àlbum homònim. Se sent aquest títol quan Richie Tenenbaum es talla les venes al bany. Ironia de la sort, Elliott Smith, segons la versió actual dels fets, es va suïcidar amb ganivetades al pit el 2003, com a conseqüència d'una discussió amb la seva amiga, que estava tancada al bany.
Els destins dramàtics basculen sobre la banda original, que es troben igualment als títols:
1. «Fly», del cantant de folk Nick Drake, mort d'una sobredosi d'un anti-depressor, encara que mai no s'hagi pogut determinar si aquesta va ser accidental o no.
2. «These Days» i « The Fairest Of The Seasons » de Nico, símbol de Velvet Underground. Herionòman que patia la síndrome d'Asperger, va morir d'un trivial accident de bicicleta a l'illa d'Eivissa.

## Premis i nominacions

### Premis
- 2002. Globus d'Or al millor actor musical o còmic per Gene Hackman

### Nominacions
- 2002. Os d'Or
- 2002. Oscar al millor guió original per a Wes Anderson i Owen Wilson
- 2002. BAFTA al millor guió original per a Wes Anderson i Owen Wilson